# Ranunculus spaniophyllus
Ranunculus spaniophyllus är en ranunkelväxtart som beskrevs av Alicia Lourteig. Ranunculus spaniophyllus ingår i släktet ranunkler, och familjen ranunkelväxter. Inga underarter finns listade i Catalogue of Life.